# Is It Scary
Is It Scary è un brano musicale di Michael Jackson pubblicato nel 1997 come uno dei 5 inediti dell'album di remix Blood on the Dance Floor: HIStory in the Mix ed è stato scritto e prodotto da Jackson, Jimmy Jam (James Harris III) e Terry Lewis.
Nel novembre 1997 la versione "Radio Edit" del brano è stata distribuita come singolo promozionale nei Paesi Bassi, mentre il singolo promozionale contenente i remix è stato distribuito negli Stati Uniti e nel Regno Unito.

## Descrizione

### Composizione
La canzone ha una lunghezza di 5:35 minuti. La radio edit di 4:11 minuti. Il suo stile si rifà al gothic rock (definita da alcuni critici dell'epoca come "gothic pop"), soul, crossover classico, e funk rock.

### Genesi dell'opera
La canzone fu originariamente concepita come canzone portante per la colonna sonora del film La famiglia Addams 2 (1993) e doveva inizialmente intitolarsi "Is This Scary" ma, a causa di vari problemi giudiziari di Jackson causati da presunte accuse di molestie piovute su di lui nell'agosto dello stesso anno, venne tutto annullato ed il film uscì senza la canzone. Jackson aveva inoltre iniziato a girare il video della canzone, dove nel finale apparivano anche in un cameo i bambini protagonisti del film tra i quali l'attrice Christina Ricci, ma anche quest'ultimo venne annullato dato che proprio mentre lo stava girando iniziò il calvario mediatico. Il video rimarrà incompiuto fino al 1996 quando Jackson riprenderà mano al girato e lo completerà inserendoci all'interno 3 nuove canzoni: 2 Bad tratta dall'album HIStory e Ghosts e Is It Scary dall'album Blood on the Dance Floor e cambiando il nome del video in Michael Jackson's Ghosts. Lo sceneggiatore del film La famiglia Addams 2 ha dichiarato:
(Paul Rudnick, sceneggiatore hollywoodiano)

## Promozione
Is It Scary non è mai stato pubblicato come singolo ufficiale. Tuttavia, un singolo promozionale è stato dato alle stazioni radio e club in modo da pubblicizzare l'album Blood on the Dance Floor: HIStory in the Mix. Singoli promo con le radio edit e singoli in vinile con i tre remix sono stati distribuiti nelle radio e nei club nei Paesi Bassi. Negli Stati Uniti e in Gran Bretagna, radio e club, hanno ricevuto il promo singolo in vinile con remix della canzone realizzati dai Deep Dish, mentre solo in Gran Bretagna è stato distribuito anche un promo singolo in vinile con il remix di Eddie Baez che è stato chiamato Eddie's Love Mix. Dal momento che non è stata pubblicata in via ufficiale e la canzone è stata sentita solo raramente alla radio, Is It Scary non ha raggiunto nessuna posizione in classifica.

## Accoglienza
La canzone ha ricevuto una miscela di recensioni contrastanti. Musicalmente, il brano è stato visto da alcuni critici musicali come un "lato oscuro" di Jackson che confrontarono la composizione della canzone al materiale di Marilyn Manson. Jim Farber del New York Daily News ha scritto che la canzone «ha suoni spaventosi, e alcuni suoni innovativi, ma non con vere e proprie melodie» ma lamentandosi dei testi, secondo lui ridondanti, ha aggiunto «Jackson ci ripete per la milionesima volta di un mondo che è là fuori per prenderlo».
Roger Catlin del Hartford Courant ha dichiarato che «la coppia più intrigante» erano Ghosts e Is It Scary perché «Jackson chiede a coloro che hanno letto di lui solo sui tabloid se lui sembra mostruoso». Anthony Violanti del Buffalo News ha dichiarato in maniera più critica che le canzoni di Blood on the Dance Floor: HIStory in the Mix come Superfly Sister, Ghosts e Is It Scary, erano «brani programmati con un'anima fatta di plastica» chiedendosi «quanto qualcuno di talento come Jackson possa sfornare brani del genere».
Jae-Ha Kim, uno scrittore per il Chicago Sun-Times ha ritenuto che Is It Scary rivela un lato ancora più oscuro di Jackson, come uno di quei tabloid che cercano di far credere le cose. Neil Strauss, del New York Times ha descritto come Is It Scary fosse più simile allo stile del macabro rocker Marilyn Manson che al prodigio della Motown.
J. Randy Taraborrelli, biografo di Michael Jackson, ha dato un'analisi retrospettiva di Blood on the Dance Floor: HIStory in the mix nella biografia The Magic and the Madness (2004) dove ha notato che nel giudizio della critica è prevalso in alcune parti del mondo più l'interesse alla vita personale di Jackson che alla sua musica.

## Tracce
Vinile 12" Regno Unito
1. Is It Scary[9] (Deep Dish Dark & Scary Remix) – 12:10
2. Is It Scary (Deep Dish Double-O-Jazz Dub) – 8:35
3. Is It Scary (Deep Dish Dark & Scary Remix Radio Edit) – 4:38
4. Is It Scary[10] (Eddie's Love Mix) – 8:00
5. Is It Scary (Eddie's Rub-a-Dub Mix) – 4:33
6. Is It Scary (Eddie's Love Mix Radio Edit) – 3:50

CD Paesi Bassi
1. Is It Scary[11] (Radio Edit) – 4:11

Vinile 12" Paesi Bassi
1. Is It Scary[12] (Deep Dish Dark and Scary Remix) – 12:07
2. Is It Scary (Eddie's Rub-a-Dub Mix) – 5:00
3. Is It Scary (Eddie's Love Mix) – 8:00
4. Off the Wall (Junior Vasquez Remix) – 4:57

### Remix Ufficiali
1. Is It Scary (Album Version) – 5:36
2. Is It Scary (Radio Edit) – 4:11
3. Is It Scary (Deep Dish Dark & Scary Remix) – 12:07
4. Is It Scary (Deep Dish Dark & Scary Remix Radio Edit) – 4:38
5. Is It Scary (Deep Dish Double O-Jazz Dub) – 8:35
6. Is It Scary (Eddie's Love Mix) – 8:00
7. Is It Scary (Eddie's Love Mix Radio Edit) – 3:50
8. Is It Scary (Eddie's Rub-a-Dub Mix) – 4:33
9. Is It Scary (Downtempo Groove Mix) (erroneamente dato come 4:50 sulla custodia) – 4:32
10. Is It Scary (DJ Greek Scary Remix) – 7:11
11. Is It Scary (Tommy D's Death Row Mix) – 4:15